# Rationalité économique
La théorie économique orthodoxe fait l'hypothèse de rationalité économique, qui serait le fait de l'« homo œconomicus ».
Selon cette hypothèse, les individus cherchent à satisfaire leurs besoins au mieux : on dit qu'ils sont maximisateurs. Cette hypothèse va légèrement plus loin que celle de la simple satisfaction des besoins, puisqu'elle implique que les individus sont capables de classer leur choix par ordre de préférence (voir à ce sujet la notion de coût d'opportunité).

## La rationalité dans la théorie néoclassique
Être rationnel, selon la théorie économique standard, c’est être capable de résoudre un programme individuel et de s'y conformer. Très souvent pour simplifier, on dit qu'il s'agit pour le consommateur de maximiser son utilité personnelle sous contrainte budgétaire, et pour le producteur de minimiser ses coûts pour une production donnée ou de maximiser son profit sous contrainte de production. L'analyse a été toutefois largement étendue au XXe siècle, notamment avec la théorie des jeux.
Ceci passe d'abord par les relations de préférences. Notons {\displaystyle \succ } la relation de préférence stricte sur la gauche (respectivement {\displaystyle \prec } sur la droite) et l'indifférence par {\displaystyle \backsim }. Soient A et B deux états du monde (des dotations en biens par exemple), alors écrire {\displaystyle A\succ B} signifie "A est strictement préféré à B" et {\displaystyle A\backsim B} signifie "A est indifférent à B". Nous pouvons fusionner ces deux relations par la relation de préférence quelconque notée {\displaystyle \succsim }: écrire {\displaystyle A\succsim B} signifie que "A est préféré ou indifférent à B". Les relations doivent constituer un préordre complet c'est-à-dire avoir les caractéristiques suivantes :
- Complétude

Quels que soient les états du monde A et B, on peut toujours dire soit {\displaystyle A\succsim B}, {\displaystyle B\succsim A}, soit les deux en même temps (dans ce dernier cas, A est indifférent à B). La complétude exclut donc les situations d'incomparabilité.
- Réflexivité

{\displaystyle A\succsim A}. La réflexivité n'est pas problématique : un état du monde est forcément préféré ou indifférent à lui-même.
- Transitivité

si {\displaystyle A\succsim B} et {\displaystyle B\succsim C}, alors {\displaystyle A\succsim C}. Du point de vue individuel, la transitivité semble ne pas poser de problème. On s'attend à ce qu'un individu préférant la limonade à la bière et préférant la bière au vin préfère la limonade au vin. Du point de vue collectif, on sait depuis le Paradoxe de Condorcet que le vote majoritaire ne garantit pas la transitivité des préférences. (le théorème d'impossibilité d'Arrow montre d'ailleurs qu'aucune procédure d'agrégation non dictatoriale des préférences individuelles ne garantit la transitivité des préférences collectives).
Une relation complète, réflexive et transitive constitue un préordre complet. On peut, avec cette relation, établir un classement de tous les états du monde possibles, rangés du meilleur au moins bon, avec, éventuellement, des ex æquo. On entend par "états du monde possibles" l'ensemble des états du monde qu'un individu peut atteindre par ses choix. On peut associer à cette relation de préférence une fonction d'utilité. Naturellement, une fois ce classement effectué, un individu rationnel est supposé choisir le meilleur état du monde possible.

## Les divers problèmes que pose cette hypothèse

### Le problème des biais comportementaux
Cette hypothèse est souvent critiquée, notamment par l'école de l'économie comportementale, car elle semble ne pas refléter totalement la réalité des comportements individuels. Elle semble en effet négliger,
- d'une part les comportements impulsifs (biais émotionnels) et les erreurs d'appréciation (biais cognitifs) pouvant être commis,
- d'autre part les comportements altruistes.

La plupart des décisions prises ne sont pas le fruit d'un calcul précis des coûts d'opportunité.

### Le problème de la pertinence de l'information
Toutefois, l'hypothèse de rationalité n'implique pas l'infaillibilité des agents. En effet, la recherche complète d'informations est une activité coûteuse qui peut s'avérer irrationnelle lorsqu'elle est poussée au-delà d'un certain point.
Par exemple, un conducteur ne sort pas sa calculatrice pour calculer sa distance de freinage avant d'agir pour éviter un obstacle. Pour prendre un autre exemple dans l'analyse économique, l'analyse keynésienne du marché du travail suppose que les acteurs se fondent sur des données incomplètes : le salaire nominal (montant du salaire), plutôt que sur le salaire réel (qui prend en compte le pouvoir d'achat). Remarquons que la théorie des anticipations rationnelles affirme exactement le contraire mais que ces deux théories ont pour postulat commun l'hypothèse de rationalité.

### Le problème de la satisfaction d'autrui
Pour répondre aux critiques sur l'existence de comportements altruistes, l'analyse orthodoxe considère que les individus agissent de façon rationnelle afin de maximiser leur satisfaction à faire le bonheur d'autrui.

## Plus généralement, la «théorie des choix rationnels»
Les divers aspects concernant la rationalité économique ne sont pas propres à ce domaine, et concernent aussi bien d'autres activités humaines individuelles et collectives (théorie des choix rationnels), par exemple au niveau des décisions politiques, du comportement familial, des attitudes culturelles, de la religion et des systèmes de pensée, etc. On est là dans le domaine de la psychologie sociale